# Ranella
Ranella é um género de gastrópode  da família Buccinidae.
Este género contém as seguintes espécies:
- Ranella australasia (Perry, 1811)
- Ranella olearium Linnaeus, 1758 (sinônimo Ranella olearia Linnaeus, 1758)
- Ranella parthenopaeum Salis, 1793